# غرانت مورو
غرانت مورو (بالإنجليزية: Grant Morrow)‏ (4 أكتوبر 1970 في المملكة المتحدة - ) هو لاعب كرة قدم بريطاني في مركز الهجوم. لعب مع كولتشستر يونايتد ونادي دونكاستر روفرز ونادي غاينسبورو ترينيتي ونادي بوسطن يونايتد.